# Fiódor Serguéiev
Fiódor Andréievich Serguéiev, rus: Фёдор Андре́евич Серге́ев (9 de març de 1883 - 24 de juliol de 1921), també conegut com a Artiom (en rus, Артём), va ser un revolucionari bolxevic, polític soviètic, agitador i periodista. Va ser un important líder a les regions de Yekaterinoslav, Kursk i els Urals.

## Els primers anys
Fiódor Serguéiev va néixer a Glébovo, a la Gubernia de Kursk, en una família camperola. El 1901 es va graduar al col·legi Reial de Yekaterinoslav. Fou alumne del Col·legi Tècnic Superior de Moscou, però el van expulsar per participar en una gran protesta d'estudiants del campus el 2 març de 1902.

## Militància
El 1902 va emigrar a París i va estudiar a l'Escola Superior de Ciències. Va assistir a les conferències de Lenin i llavors es va afiliar al Partit Obrer Socialdemòcrata de Rússia (POSDR). Més tard es va decantar per la facció bolxevic, el 15 de març 1903, i va tornar a Rússia, a Donbass, per començar l'activitat revolucionària. Al poble de Fedorivka, vólost de Voskresniskoi, província de Aleksándrovsk, gubernia de Yekaterinoslav (a l'actual óblast de Zaporiyia, Ucraïna), va crear la primera organització camperola de la regió, d'unes 400 persones, que va organitzar una vaga el primer de maig. El 1904 van arrestar-lo dues vegades.
Quan va començar la Revolució de 1905 treballava en una fàbrica de locomotores i era part del grup revolucionari "Endavant!". El desembre, va encapçalar una revolta a Khàrkiv, reprimida de seguida per l'exèrcit. Passada la revolta va anar a Sant Petersburg i després als Urals. A la primavera de 1906 van triar-lo com a delegat del IV Congrés del POSDR, a Estocolm. Després, va ser actiu dins del partit, a Moscou i a Perm. Allí va dirigir el Comitè del POSDR. Van arrestar-lo i el desembre de 1909 el van condemnar a l'exili per a tota la vida, a Sibèria. El van dur a un llogaret de la província de Irkutsk. El 1910 va fugir a l'estranger a través del Japó, Corea, Xina i Austràlia. Va viure a Harbin, Nagasaki, Hong Kong i a Xangai prop d'un any. treballant com a peó .
El juny de 1911 va arribar a Austràlia, va viure a Brisbane la major part del temps. Al desembre del mateix any ja era un líder de l'Associació d'Emigrants Russos. Per aquest lideratge l'organització es va radicalitzar i va començar a prendre partit en la representació de la classe obrera. Més tard va passar a dir-se Unió de Treballadors Russos en el comitè de direcció de la qual va entrar el 1913. Va aprendre anglès. El juny de 1912 es va fer d'editor del diari rus Ressò d'Austràlia. El mateix any va participar en l'organització d'una vaga general. Va formar part del Partit Socialista dels Treballadors d'Austràlia i el van empresonar per organitzar manifestacions no autoritzades. Era conegut amb el pseudònim de "Big Tom ". Va participar en la manifestació de l'1 de maig de 1917 a Darwin i després va tornar cap a Rússia per Vladivostok. El juliol de 1917 va arribar a Khàrkiv. A l'agost va ser delegat al VI Congrés del POSDR (b), on van triar-lo com a membre del Comitè Central.

## Unió Soviètica
A la Revolució d'Octubre, en Fiódor va ser un dels organitzadors de la insurrecció armada a Khàrkiv i el Donbass, ja que era partidari actiu de l'autonomia de Donetsk. El 14 de febrer de 1918 van triar-lo de president del Consell del Soviet de la República Socialista Soviètica de Donetsk-Krivoy Rog, que va nacionalitzar les mines i va organitzar la lluita contra les forces alemanyes, austríaques i de l'Hetmanat, i l'exèrcit blanc. Durant la retirada de l'Exèrcit Roig, a l'agost, Artiom va emmalaltir de tifus, quan es va recuperar el partit va enviar-lo transitòriament a Bashkiria. Una àrea integrada a la regió del Donbass de la República Socialista Soviètica d'Ucraïna per decisió de la Unió Soviètica, Artiom va ser membre del Partit Comunista (bolxevic) d'Ucraïna i organitzador del primer exèrcit de Donetsk.
L'abril de 1920 va ser reelegit com a president del comitè executiu de Donetsk i es va centrar la feina que calia fer per a restaurar les mines de carbó de la Conca. Als Congressos IX i X del Partit Comunista de la URSS va ser triat membre del Comitè Central. Va morir en un accident durant una prova del Aerovagón, en tornar de Tula a Moscou. Van enterrar-lo a la Necròpoli de la Muralla del Kremlin de Moscou, a la Plaça roja.
El seu fill, Artiom Fiódorovich Serguéiev (1921-2008), va ser adoptat per Iósif Stalin, va arribar al rang de general-major d'artilleria i va estar casat amb Amaya Ruiz Ibárruri, la filla de Dolores Ibárruri.

## Literatura
Alguns fets de la seva vida van servir de base per a la novel·la Tren dels Pobles, de l'escriptor australià Thomas Keneally, publicada el 2009.